# Jim Corr
James Steven Ignatius (Jim) Corr (Dundalk, 31 juli 1964) is een Ierse gitarist, songwriter en activist. Hij werd bekend als gitarist van de popgroep The Corrs. Hij is het oudste en enige mannelijke lid van deze familiale muziekgroep.

## Muzikale carrière
Corr volgde gitaarlessen in zijn thuisstad Dundalk. Hij leerde onder andere gitaarspelen van zijn vriend Anthony Boyle. Corr speelt zowel akoestische - als elektrische gitaar. Daarnaast bespeelt hij ook keyboard, piano, accordeon en zingt soms als achtergrondzanger.
Corr heeft een grote rol gespeeld in de productie van de albums van The Corrs. Tevens werkte hij samen met David Foster en Olle Romo aan twee losse albums.

## Liefdadigheidswerk en erkenningen
Net als de andere Corrs is Jim Corr betrokken bij vrijwilligerswerk. In 2005 kregen alle Corrs eervolle MBE’s van Elizabeth II van het Verenigd Koninkrijk ter erkenning van hun muziektalent en hun inzet voor het inzamelen van geld voor het Freeman ziekenhuis in Newcastle, slachtoffers van de bomaanslag in OMagh in 1998 en andere instellingen.
Jim Corr treedt vaak op om geld in te zamelen voor non-profit organisaties. Hij en zijn zussen waren onder andere betrokken bij de concerten van Live 8 in Edinburgh in 2005.

## Privéleven
Jim is gekoppeld aan vele vrouwen, maar tijdelijk had hij zijn geluk gevonden bij voormalig Miss Ierland Gayle Williamson. In november 2005 zijn zij verloofd en een maand later maakten zij bekend hun eerste kind te verwachten, dat op 10 mei 2006 geboren werd. Sinds 2007 zijn Gayle en Jim uit elkaar, hoewel zij goede vrienden bleven.
Jim Corr is de derde in de Corrs familie die kinderen heeft. Zijn zus Sharon heeft inmiddels al twee kinderen en zijn andere zus Caroline drie.